# Je Ku-in
Je Ku-in (* 16. října 1981) je bývalá korejská zápasnice-judistka.

## Sportovní kariéra
V širším výběru jihokorejské seniorské reprezentace se pohybovala od roku 1999 v superlehké váze do 48 kg. V roce 2004 uspěla při korejské olympijské nominaci na olympijské hry v Athénách na úkor Kim Jong-an. V Athénách postoupila do druhého kola, kde vypadla s Němkou Julijí Matijasovou a přes opravy nakonec vybojovala 7. místo. V dalších letech se zkoušela prosadit ve vyšší pololehké váze do 52 kg. V roce 2008 se na olympijské hry v Pekingu nekvalifikovala. Sportovní kariéru ukončila v roce 2013.

## Výsledky
| Turnaj            | 1999            | 2000            | 2001            | 2002            | 2003            | 2004            | 2005            | 2006           | 2007           | 2008           |
| Turnaj            | 18              | 19              | 20              | 21              | 22              | 23              | 24              | 25             | 26             | 27             |
| Turnaj            | superlehká váha | superlehká váha | superlehká váha | superlehká váha | superlehká váha | superlehká váha | superlehká váha | pololehká váha | pololehká váha | pololehká váha |
| ----------------- | --------------- | --------------- | --------------- | --------------- | --------------- | --------------- | --------------- | -------------- | -------------- | -------------- |
| Olympijské hry    |                 | —               |                 |                 |                 | 7.              |                 |                |                | —              |
| Mistrovství světa | —               |                 | —               |                 | úč.             |                 | —               |                | —              |                |
| Asijské hry       |                 |                 |                 | —               |                 |                 |                 | —              |                |                |
| Mistrovství Asie  | 7.              | —               | —               |                 | —               | 5.              | —               |                | —              | 5.             |